# 西入善站
西入善站（日语：／ Nishi-nyūzen eki */?）是隸屬於愛之風富山鐵道的鐵路車站，車站編號為18，座落於富山縣下新川郡入善町，屬於愛之風富山鐵道現時少數的無人車站之一。

## 車站結構
對向式月台2面2線的地面車站。

### 月台配置
| 月台 | 路線              | 方向 | 目的地                                        |
| ---- | ----------------- | ---- | --------------------------------------------- |
| 1    | ■愛之風富山鐵道線 | 上行 | 富山、直通■IR石川鐵道線至金澤方向             |
| 2    | ■愛之風富山鐵道線 | 下行 | 泊、直通越後心跳鐵道■日本海翡翠線至糸魚川方向 |

## 歷史
- 1959年3月31日：日本國有鐵道北陸本線生地站～入善站間增設「西入善信號場」。
- 1960年7月1日：昇格為車站。
- 1972年10月2日：停止貨物提取服務。
- 1987年4月1日：國鐵分割民營化，成為西日本旅客鐵道（JR西日本）及日本貨物鐵道（JR貨物）車站。
- 2015年：

- 3月14日：北陸新幹線開業，改交由愛之風富山鐵道接管。
- 3月26日：開始可使用ICOCA，加設增值機。

- 2022年3月12日：因應新富山口站開業，車站編號由「17」改為「18」。

## 使用人數
| 乗車人員推算 | 乗車人員推算 | 乗車人員推算 |
| 年度         | 1日平均人數  |              |
| ------------ | ------------ | ------------ |
| 2004年       | 220          |              |
| 2005年       | 209          |              |
| 2006年       | 215          |              |
| 2007年       | 212          |              |
| 2008年       | 224          |              |
| 2009年       | 236          |              |
| 2010年       | 219          |              |
| 2011年       | 216          |              |
| 2012年       | 218          |              |
| 2013年       | 220          |              |

## 相鄰車站
愛之風富山鐵道
■愛之風富山鐵道線
快速「愛之風Liner」
通過
普通
生地 (17) －西入善 (18) －入善 (19)

## 外部連結
- 愛之風富山鐵道 西入善站公式網頁 （页面存档备份，存于） （日語）